# STM Kargu
1. Preusmjeri Nacrt:STM Kargu